# Fredrik Dversnes
Fredrik Dversnes (* 20. března 1996) je norský profesionální silniční cyklista jezdící za UCI ProTeam Uno-X Mobility.

## Hlavní výsledky
2019
8. místo Gylne Gutuer
2020
4. místo Lillehammer GP
9. místo Hafjell GP
2021
International Tour of Rhodes
 celkový vítěz
Arctic Race of Norway
 vítěz vrchařské soutěže
2023
Národní šampionát
 vítěz silničního závodu
vítěz Route Adélie
Kolem Ománu
 vítěz soutěže bojovnosti
Région Pays de la Loire Tour
2. místo celkově
vítěz 4. etapy
3. místo Paříž–Camembert